# 3 mensen tussen muren
3 mensen tussen muren is een werk met tekst en illustraties (linosneden) van de Belgische schrijver Louis Paul Boon, geschreven in 1941 en voor het eerst gepubliceerd in 1969.

## Geschiedenis
Volgens het voorwoord maakte Boon de linoroman in de winter van 1941. Het enige exemplaar schonk hij aan zijn vriend de schilder Maurice Roggeman, die de benodigde lino had geleverd. Vervolgens verwerkte Boon de stof in zijn debuutroman De voorstad groeit (1943). Later kwam de linoroman weer in Boons bezit terug en in 1969 werd die in facsimile uitgegeven bij Querido. In Boons Verzameld werk is de linoroman samen met Boons debuut opgenomen in deel 1.

## Inhoud
De linoroman kent een voorwoord, een wijsgerige 'verdwaalde gedachte' als proloog en het verhaal van drie zwervers. Deze leven op straat en ontmoeten een meisje dat hen van voedsel voorziet. Bij haar ervaren zij geluk. Omdat geen van hen dit geluk met de anderen wenst te delen, drijft de aanwezigheid van het meisje hen uit elkaar. De saamhorige groep ontpopt zich als drie individuen. Niet tegen het geluk bestand, vermoorden zij het meisje en verbergen zich in een huis, waar een groep vrouwen hen belaagt.